# Celldömölk
Celldömölk (tyska: Kleinmariazell) är en stad och kommun i distriktet Celldömölk i provinsen Vas i västra Ungern. Den är huvudort i distriktet med samma namn. Kommunen har 9 692 invånare (2024), på en yta av 52,39 km².